# Francesco Friedrich
Francesco Friedrich  (født 2. maj 1990) er en tysk bobslædefører. Han repræsenterede sit land under de olympiske vinterlege 2014 i Sochi, hvor han blev nummer 10 i firebobslæden. Under vinter-OL 2018 i Pyeongchang kørte han på de tyske hold, der tog guld i både double og firere.